# Villigst
Villigst ist ein Stadtteil der Stadt Schwerte in Nordrhein-Westfalen. Er liegt etwa zwei Kilometer südöstlich der Schwerter Innenstadt und südlich der Ruhr. Villigst grenzt an Ergste und hat rund 3500 Einwohner. Der Ort ist überwiegend von Einfamilienhäusern geprägt.

## Geschichte
Die erste urkundliche Erwähnung einer Burganlage Vilgeste entstammt dem Jahre 1170. Die Anlage bestand bis 1819 und musste dem klassizistischen Bau des Adelssitzes Haus Villigst weichen. 
Villigst gehörte im Spätmittelalter und der Frühen Neuzeit zur eigenen Bauerschaft (Velyst) und im Kirchspiel und Amt Schwerte zur Grafschaft Mark. Laut dem Schatzbuch der Grafschaft Mark von 1486 hatten die 13 Steuerpflichtigen in der Bauerschaft zwischen 1 oirt und 6 Goldgulden an Abgabe zu leisten. Das Dorf Villigst wurde zuerst im Jahre 1719 urkundlich erwähnt. 
Seit dem 19. Jahrhundert bildete Villigst eine Landgemeinde im Amt Westhofen des Kreises Hörde im westfälischen Regierungsbezirk Arnsberg. Im Jahr 1885 gab es in der Landgemeinde Villigst auf 330 ha Fläche, davon 106 ha Ackerland, 12 ha Wiesen, 57 ha Holzungen, 4 Wohnplätze, 23 Wohnhäuser mit 34 Haushaltungen und 215 Einwohner.
Am Anfang des Jahres 1946 gab es 973 Einwohner. Seit 1949, besonders in den 1960er Jahren, wurden zahlreiche Neubaugebiete ausgewiesen und bebaut. 
Am 1. Januar 1975 wurde Villigst in die Stadt Schwerte eingegliedert. Vorher gehörte Villigst zum Amt Westhofen im Kreis Iserlohn.
Im Jahr 1987 hatte Villigst insgesamt 3318 Einwohner.

## Evangelisches Studienwerk
In Haus Villigst hat auch das Evangelische Studienwerk seinen Sitz. Das Evangelische Studienwerk ist das Begabtenförderungswerk der Evangelischen Kirche in Deutschland. Jährlich fördert es etwa 1400 Studierende und Promovierende aller Fächer an Hoch- und Fachhochschulen mit Stipendien und umfangreichen Programmen.